# 1-萘酚
1-萘酚（即α-萘酚）是萘的1位氢被羟基取代后形成的化合物，是2-萘酚的异构体，化学式C10H7OH。1-萘酚常温常压下为白色固体，带有荧光，其羟基的反应活性高于苯酚。1-萘酚和2-萘酚都可溶于简单的醇、醚和氯仿，可作为许多化合物的合成前体，能作为生物体多環芳香烴暴露的标识。

## 制备
1-萘酚主要有以下两种制备方法。第一种方法会先将萘硝化成1-硝基萘，然后将它氢化成1-萘胺，最后水解而成：
C
10H
8 + HNO
3  →  C
10H
7NO
2 + H
2O
C
10H
7NO
2 + 3H
2  →  C
10H
7NH
2 + 2H
2O
C
10H
7NH
2 + H
2O  →  C
10H
7OH + NH
3
第二种方法则是先把萘氢化成四氢萘，然后氧化成1-四氢萘酮，最后脱氢，得到1-萘酚。

## 应用
1-萘酚可用于生产甲萘威等杀虫剂，以及纳多洛尔、舍曲林、阿托喹酮等药物。1-萘酚可以参与重氮偶联反应，生成偶氮染料，但这些偶氮染料的用处通常比源自2-萘酚的偶氮染料少。